# To nie ja!
Chansons représentant la Pologne au Concours Eurovision de la chanson
Sama (en)
(1995)
Singles de Edyta
Love Is on the Line
(1995)
To nie ja! (« Ce n'est pas moi ! ») est une chanson interprétée par la chanteuse Edyta Górniak, sortie en single en 1994 et parue sur l'album Dotyk en 1995. C'est la première chanson ayant représenté la Pologne à l'Eurovision lors du concours de 1994.
La chanson a également été enregistré par Edyta Górniak en anglais sous le titre Once in a Lifetime.

## À l'Eurovision

### Sélection
To nie ja! est la chanson ayant été sélectionnée pour représenter la Pologne au Concours Eurovision de la chanson 1994 le 30 avril à Dublin, en Irlande.

### À Dublin
La chanson est intégralement interprétée en polonais, langue officielle de la Pologne, comme l'impose la règle de 1977 à 1998. L'orchestre est dirigé par Noel Kelehan.
To nie ja! est la vingt-quatrième chanson interprétée lors de la soirée du concours, suivant Vechny strannik (en) de Youddiph pour la Russie et précédant Je suis un vrai garçon de Nina Morato pour la France.
À l'issue du vote, elle obtient 166 points et se classe 2e sur 25 chansons, derrière la chanson lauréate à 226 points Rock 'n' Roll Kids de Paul Harrington et Charlie McGettigan pour l'Irlande,.

## Liste des titres
| 1. | Once in a Lifetime (To nie ja! (version anglophone)) | Graham Sacher (adaptation en anglais) | Stanisław Syrewicz | 3:00 |
| 2. | To nie ja!                                           | Jacek Cygan                           | Stanisław Syrewicz | 3:00 |

## Classements et certifications

### Certifications
| Pays           | Certification | Date | Ventes certifiées |
| -------------- | ------------- | ---- | ----------------- |
| Pologne (ZPAV) | Or            | 1994 | 50 000            |

## Historique de sortie
| Région  | Date             | Format          | Label                 |
| ------- | ---------------- | --------------- | --------------------- |
| Europe, | 12 décembre 1994 | CD single       | Orca Ltd              |
| Europe, | avril 1994       | Cassette single | Telewizja Polska S.A. |